# Ixora koordersii
Ixora koordersii är en måreväxtart som först beskrevs av Henry Nicholas Ridley, och fick sitt nu gällande namn av Cornelis Eliza Bertus Bremekamp. Ixora koordersii ingår i släktet Ixora och familjen måreväxter. Inga underarter finns listade i Catalogue of Life.